# 穏田
穏田（おんでん）は、東京府南豊島郡などにかつて存在した村、および同府豊多摩郡千駄ヶ谷村に存在した大字である。
1932年（昭和7年）に東京市が15区 → 35区に拡大した際に東京市に編入され、同市渋谷区穏田となり、東京特別区成立後の1965年（昭和40年）に住居表示が施行されたのに伴って穏田の名は住所から消滅した。このときに隣接する原宿、及び竹下町の町域とあわせて「（東京都渋谷区）神宮前」（一部は同区渋谷）に代わり、現在に至る。およそ、現在の神宮前1丁目、4〜6丁目が該当する地域になる。

## 概要

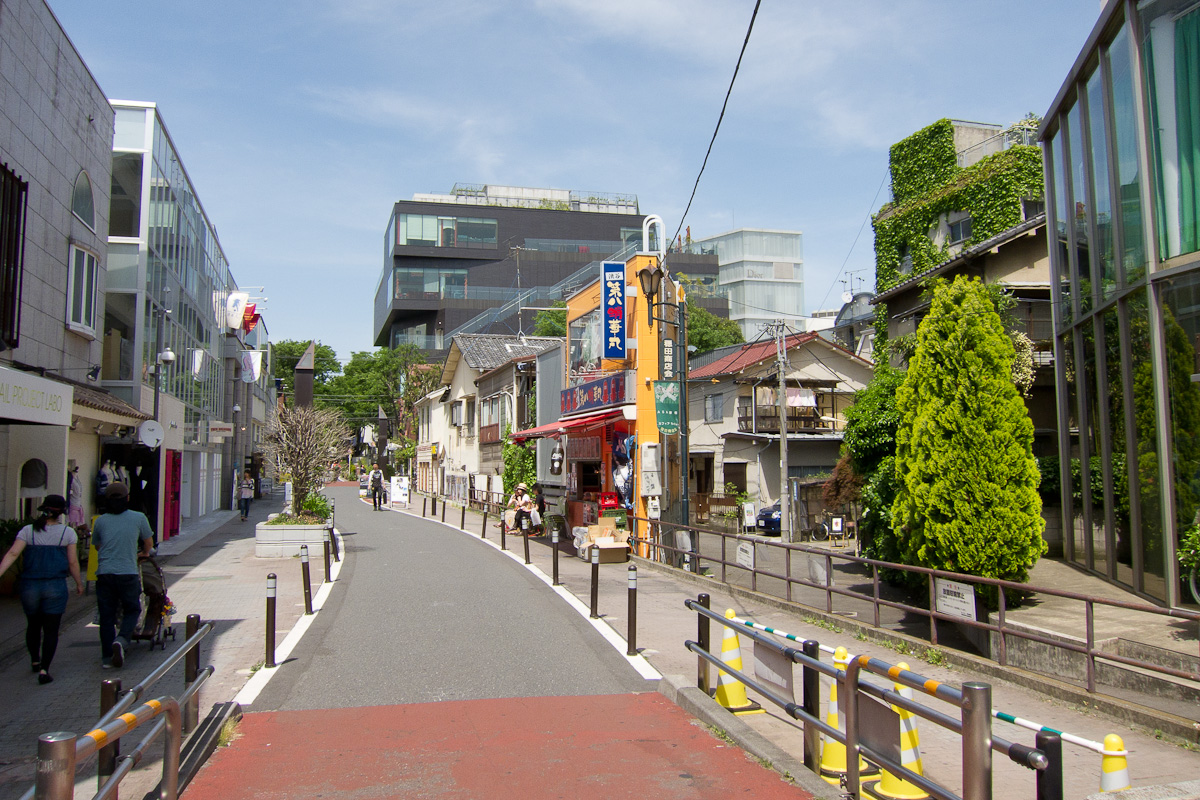
キャットストリートの愛称で親しまれる旧渋谷川遊歩道路。この写真はちょうど、村落の中央に位置した「穏田橋」のあたりから北東を望んでいる。奥に表参道の緑が見える。

江戸時代の穏田は、村の中央を流れる渋谷川（穏田川）に水車がかけられ、稲作が行われる田園地帯であった。ただし渋谷川は沼のある低地を流れているために水田の灌漑には使うことが出来ず、村人は現在の明治神宮境内にある南池の水を山手線の下を東流させて水田に引き入れていた。川筋には、米の賃つきをする水車稼業の小屋が点在していた。
一方で東寄りの台地上には松平安芸守（浅野）、戸田長門守、水野石見守などの武家屋敷もおかれていた。明治以降には特に軍人が屋敷をかまえたことで知られ、帝国陸軍大将も務めた元勲・大山巌の邸宅もこの地のネッコ坂付近にあった。
稲作も行われていた穏田であるが、明治時代以降には急速に市街化が進行し、この地の水田は1909年（明治42年）頃には姿を消した。
穏田の地名は1965年（昭和40年）の住居表示の施行によって消滅したが、商店街の名称「穏田商店会」や、渋谷区の施設「神宮前穏田区民会館」などにその名を残している。

## 行政区域の変遷
- 江戸時代 - 武蔵国豊嶋郡穏田村（幕藩体制下においては武州〈天領〉伊賀者給地穏田村）／朱引内の一地域。
- 明治元年7月10日（新暦換算:1868年8月27日） - 武蔵知県事管区内穏田村。
- 明治2年2月9日（新暦換算:1869年3月21日） - 品川県豊嶋郡穏田村。
- 明治4年11月15日（新暦換算:1871年12月26日） - 東京府豊嶋郡穏田村／前日付で品川県が廃止されたことに伴い、豊嶋郡は東京府に編入される。
- 1878年（明治11年）11月2日 - 東京府南豊島郡穏田村／東京府が郡区町村編制法を施行し、豊嶋郡が廃止されたうえで近代行政郡としての北豊島郡と南豊島郡が発足したのに伴い、穏田村は後者に属する1村となる。
- 1889年（明治22年）5月1日 - 南豊島郡の千駄ヶ谷村・原宿村・穏田村が合併した上で村制を施行し、改めて千駄ヶ谷村（第2次千駄ヶ谷村）を発足。穏田は、東京府南豊島郡千駄ヶ谷村大字穏田となる。
- 1896年（明治29年）4月1日 - 東京府豊多摩郡千駄ヶ谷村大字穏田／南豊島郡と東多摩郡が合併して豊多摩郡を発足したのに伴う。
- 1907年（明治40年）4月1日 - 東京府豊多摩郡千駄ヶ谷町大字穏田／千駄ヶ谷村での町制施行に伴う。
- 1932年（昭和7年）10月1日 - 東京市渋谷区穏田（穏田一丁目〜三丁目）／豊多摩郡の渋谷町・千駄ヶ谷町・代々幡町が東京市へ編入されると同時に合併し、渋谷区を発足したことに伴う。
- 1943年（昭和18年）7月1日 - 東京都渋谷区穏田（穏田一丁目〜三丁目）／東京府と東京市が都制を施行して東京都を発足させたのに伴う。
- 1962年（昭和37年）5月10日 - 渋谷区で住居表示が実施される。
- 1965年（昭和40年）某月某日 - 穏田地区が再編成され、渋谷区神宮前の一部となる。住所としての「穏田」の地名は、これをもって消滅した。

## 穏田の水車

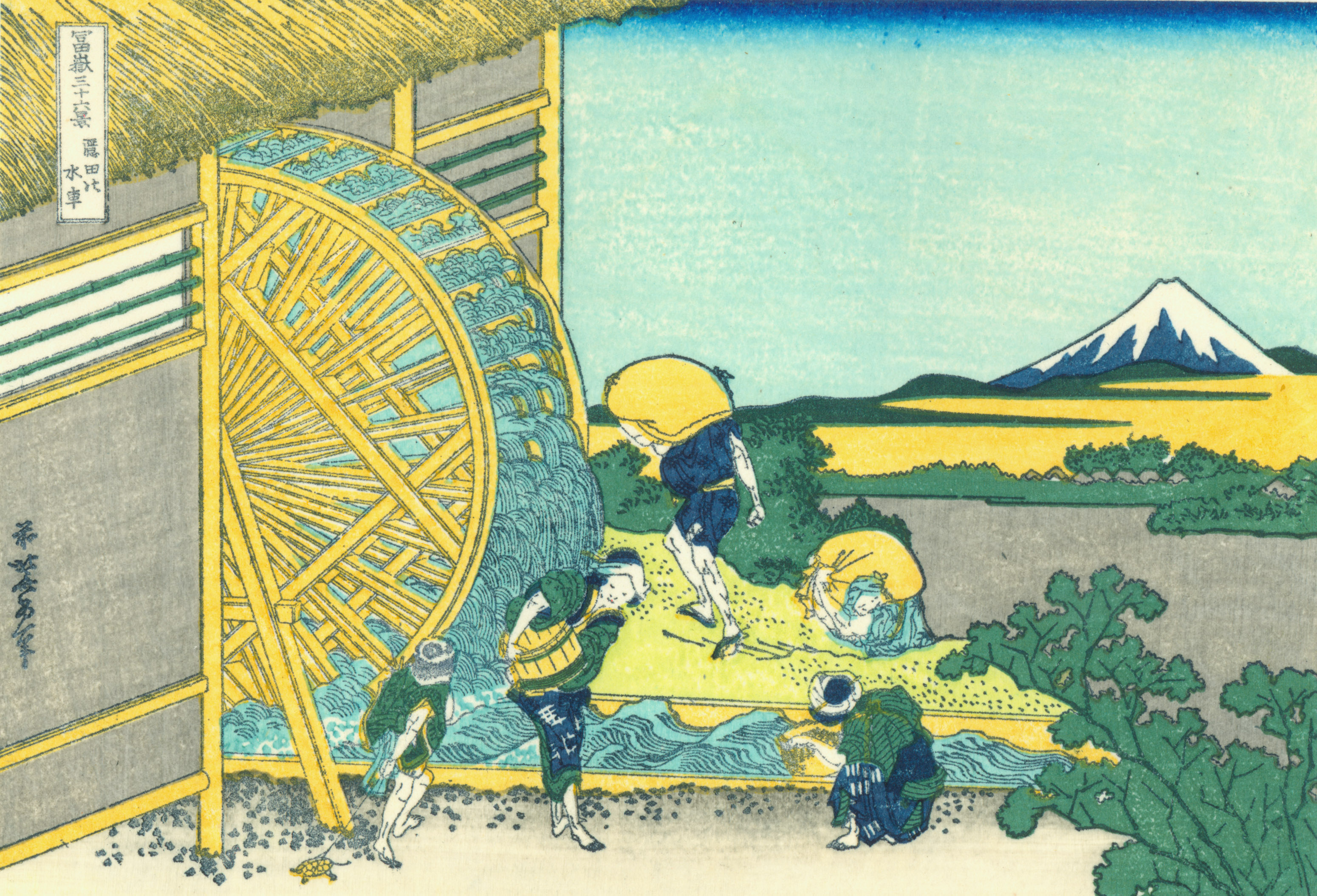
葛飾北斎『富嶽三十六景 穏田の水車』／文政6年（1823年）刊。

大正時代の末頃まで、この一帯には石田、村越、鶴田といった名前の水車が点在し、精米が行われていた。穏田の水車は、葛飾北斎が名所絵揃物『富嶽三十六景』の中で、第9図「穏田の水車」として描いたことで知られている。現在では、近隣にある渋谷区立神宮前小学校の校庭に、穏田の水車と渋谷川の復元模型が設置されている。北斎が「穏田の水車」として描いた水車は、この小学校の近く、穏原橋の上流にあった。
また、穏田に生まれ育った作曲家・米山正夫の作品のひとつに歌謡曲『森の水車』があるが、これは穏原橋水車を思い浮かべながら作ったものであるといわれている。1942年（昭和17年）9月に発売されたこの曲は、1951年（昭和26年）8月に再発売され、NHKラジオ歌謡として全国で愛唱された。

## 穏田神社

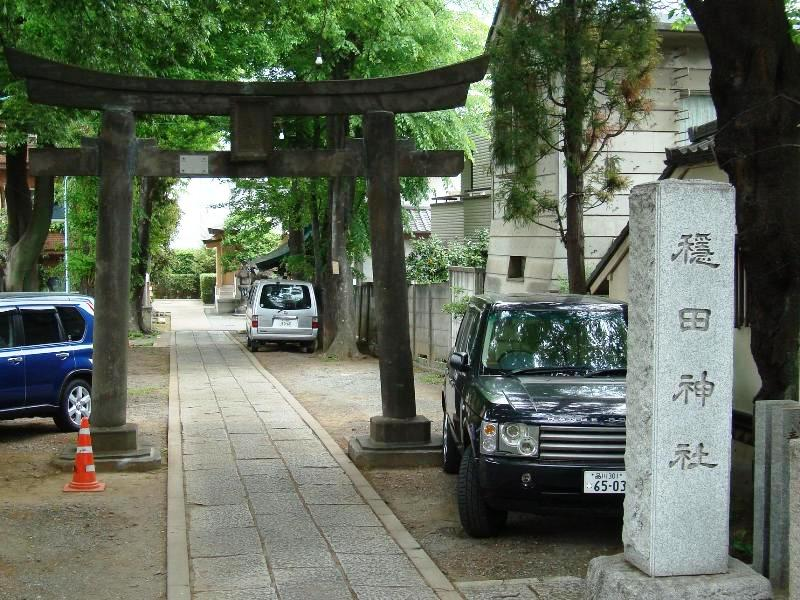
穏田神社

## 関係者

### 歴史上の居住者
この地が穏田と呼ばれていた明治から昭和にかけて、穏田には様々な著名人が居住していた。
- 大山厳 - 帝国陸軍大将。ネッコ坂付近に居住。
- 大山捨松 - 知識人・教育者。同上。
- 大山柏 - 軍人・考古学者。同上。
- 岡村輝彦 - 弁護士、中央大学学長。1910年（明治43年）に千駄ヶ谷町大字穏田字源氏山173番地に居住。
- 四代太田清蔵 - 第一徴兵保険（のち東邦生命保険）社長。
- 亀井茲常 - 伯爵・宮内官僚。
- 飯野吉三郎 - 宗教家。政界などに取り入り「穏田の神様」「穏田の行者」と呼ばれた。
- 京マチ子 - 女優。コープオリンピア（旧穏田3丁目）に居住[8]。
- 霧立のぼる - 女優。
- 岸田正記 - 実業家・衆議院議員。穏田マンション社長[9]。岸田文雄の祖父。
- 岩淵大殿 - 哲学者。
- 今東光 - 僧侶・小説家・参議院議員。
- 米山正夫 - 作曲家。
- 夏目伸六 - 随筆家・夏目漱石の息子。
- 長岡鉄男 - 音響評論家。
- 若林忠志 - プロ野球選手。法大時代に学生結婚して当地にある嫁の実家本間家の敷地に居住。

### 出身者
- 真樹日佐夫 - 漫画原作者、小説家、空手家

## 地名の由来
穏田は元々、「隠田」、「恩田」といった。地名の由来には、恩田という武士に由来するという説や、恩田氏が隠逓していた地を徳川家が「穏田」と改称したという説などがある。